# Mogens Ulfeldt
Mogens Ulfeldt (* 22. April 1569 in  Selsø; † 15. Juni 1616 in Kopenhagen) war ein dänischer Admiral und Staatsmann.

## Leben

### Herkunft und Familie
Mogens war Angehöriger des dänischen Adelsgeschlechts Ulfeldt. Der dänische Reichsrat Jakob Ulfeldt (1535–1593) und Anna Jacobsdatter, geborene Flemming (1544–1570) waren seine Eltern. Er vermählte sich 1597 in Roskilde mit Anne Munk. Aus der Ehe gingen drei Kinder hervor, darunter die Söhne Jakob Ulfeldt († 1671/1674), dänischer Reichsrat und Reichskanzler, sowie Corfitz Ulfeldt († 1644), dänischer Schoutbynacht. Corfitz Ulfeldt (1606–1664), Gatte der Königstochter zur linken Hand Leonora Christina (1621–1698), war sein Neffe.

### Werdegang
Ulfeldt studierte von 1582 bis 1586, mit Unterbrechungen in Jena (1583) und Leipzig, in Wittenberg. Nach einem kurzen Aufenthalt in Dänemark ging seine Grand Tour über Österreich, Ungarn und Italien, wo er sich an den Universitäten Padua (1587) und in Siena (1588) einschrieb. Unmittelbar anschließend begab er sich nach Malta, um sich den Kampf des Johanniterordens gegen die Türken anzuschließen.
Zurück in Dänemark war er zunächst von 1590 bis 1594 Hofjunker bei Christian IV. 1599 war er Vizekapitän auf einem Schiff, das auf der Nordsee operierte. Bereits im Jahr 1602 war er Admiral der Flottenabteilung für Narwa und auf der Riese des Königs nach England 1606 war er Unteradmiral. Vom Jahr 1609 an bis 1616 war er dänischer Reichsadmiral. Er war verantwortlich für die dänischen Flotte auf der Ostsee in der ersten Hälfte des Polnisch-Schwedischen Krieges, als die schwedische Flotte ihre Dominanz entfaltete. Er gehörte zu denjenigen Reichsräten, die den Kalmarkrieg nicht befürworteten. Während des Krieges konnte er 1611 die schwedische Flotte am Kalmarsund kurzzeitig blockieren, eroberte 1612 Öland und segelte mit dem König vor Stockholm, wo es jedoch nicht zum Kampf kam. Er starb recht plötzlich nach schwerer Krankheit.
Seit 1593 war Selsø sein vom Vater ererbtes Stammgut. 1600 erhielt er Schloss Kronborg zum Lehen, dass er 1604 gegen Kristianopel und Sölvesborg vertauschte. 1612 erwarb er im Austausch gegen Tranekær die Herrschaft Villands. Außerdem erwarb er das Kloster Tvis und Krogsdal in Westjütland sowie einen Bauernhof in Løvstræde bei Kopenhagen.
Ulfeldt wurde in der Heilig-Geist-Kirche in Kopenhagen beerdigt.